# Symfonie nr. 5 (Arapov)
Boris Arapov componeerde zijn Symfonie nr. 5 in 1981.
Het werk bestaat uit twee delen:
1. Sostenuto, Allegro vivo
2. Andantino

In de symfonie worstelen twee thema’s met elkaar. De symfonie begint met klokkengelui tegenover een dissonant begeleiding. Belangrijke stem in het geheel heeft de dwarsfluit. De symfonie is over het algemeen lyrisch van karakter met hier en daar een dissonant. De stemming van de symfonie wisselt regelmatig van rustgevend tot onrustig. Ook zet Arapov volle orkestklank tegenover kamermuziek.

## Orkestratie
- 3 dwarsfluiten; 3 hobos, 4 klarinetten, 3 fagotten;
- 4 hoorns, 3 trompetten, 3 trombones, 1 tuba
- harp, percussie en piano
- strijkinstrumenten.

## Bron en discografie
- Uitgave Melodya Records en Sint Petersburg Symfonie Orkest: Alexander Dmitriev